# Parodia turbinata
Parodia turbinata (Arechav.) A.Hofacker, es una especie fanerógama perteneciente a la familia de las Cactaceae. 

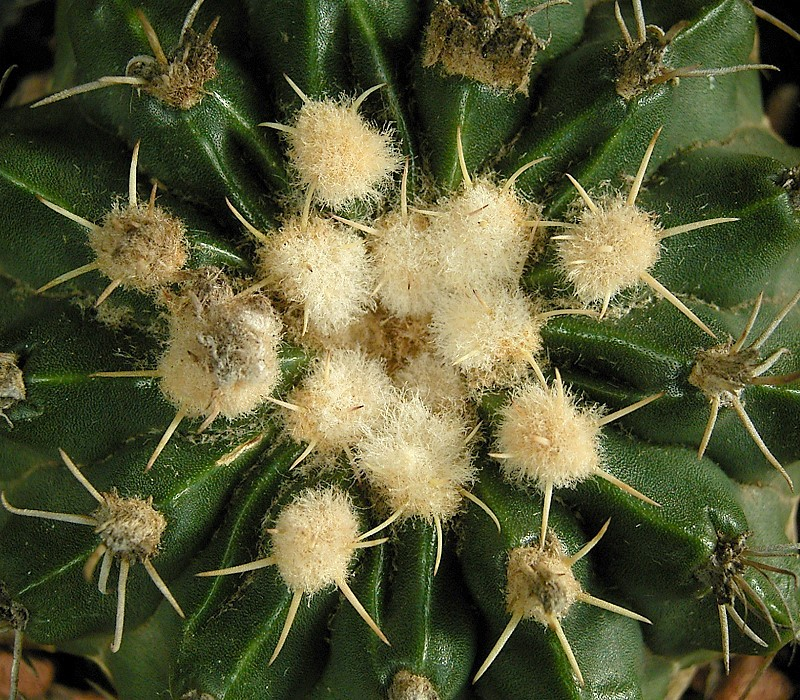
Detalle de las areolas

## Descripción
Parodia turbinata suele crecer individualmente. El tallo de color verde oscuro, aplastado esférico o en forma de disco alcanza un diámetro de hasta 15 centímetros. Tiene una gran raíz primaria. De 12 a 20 (o a veces más) costillas, con areolas con espinas inicialmente de color blanco amarillento y grises después.  Las cinco a diez espinas rectas a menudo caen parcialmente. Las flores amplias en forma de embudo, son amarillas y alcanzan un diámetro de hasta 3,5 centímetros. El tubo de la flor está llena de escamas de color rosa. Los frutos son rojos, con forma de palo y miden hasta 2 cm de largo, con semillas de color negro brillante de aproximadamente 1 mm de longitud, apenas tuberculadas.

## Distribución
Es endémica de Uruguay. Es una especie rara en la vida silvestre.

## Taxonomía
Parodia turbinata fue descrita por (Arechav.) Hofacker y publicado en Cactaceae Consensus Initiatives 6: 12. 1998.
Etimología
Parodia: nombre genérico que fue asignado en honor a Lorenzo Raimundo Parodi (1895-1966), botánico argentino.
turbinata: epíteto latino que significa "con forma de cono".
Sinonimia
- Echinocactus sellowii
- Malacocarpus turbinatus
- Wigginsia turbinata
- Notocactus turbinatus
- Wigginsia schaeferiana
- Notocactus schaeferianus
- Notocactus calvescens[4][5]